# Società Polisportiva Giulianova 1977-1978
Questa pagina raccoglie le informazioni riguardanti la Società Polisportiva Giulianova nelle competizioni ufficiali della stagione 1977-1978.

## Rosa
| N. |                   | Ruolo | Calciatore          |
| -- | ----------------- | ----- | ------------------- |
|    | Italia (bandiera) | C     | Salvatore Amato     |
|    | Italia (bandiera) | A     | Maurizio Baldassi   |
|    | Italia (bandiera) | C     | Marco Bellagamba    |
|    | Italia (bandiera) | D     | Pietro Bertolaccini |
|    | Italia (bandiera) | D     | Luigi Caucci        |
|    | Italia (bandiera) | C     | Bruno Chinellato    |
|    | Italia (bandiera) | C     | Romeo Comisso       |
|    | Italia (bandiera) | A     | Nicola D'Ottavio    |
|    | Italia (bandiera) | D     | Francesco Giorgini  |
|    | Italia (bandiera) | P     | Angelo Giuliani     |
|    | Italia (bandiera) | A     | Domenico Lepidi     |
|    | Italia (bandiera) | A     | Desiderio Marchesi  |

| N. |                   | Ruolo | Calciatore          |
| -- | ----------------- | ----- | ------------------- |
|    | Italia (bandiera) | D     | Remo Mariani        |
|    | Italia (bandiera) | A     | Vincenzo Marino     |
|    | Italia (bandiera) | C     | Gianfranco Matteoli |
|    | Italia (bandiera) | D     | Orazio Nodale       |
|    | Italia (bandiera) | C     | Giulio Palazzese    |
|    | Italia (bandiera) | C     | Diego Pavone        |
|    | Italia (bandiera) | C     | Nicola Perricone    |
|    | Italia (bandiera) | A     | Carmine Properzio   |
|    | Italia (bandiera) | D     | Giuseppe Tortorici  |
|    | Italia (bandiera) | D     | Raffaele Triboletti |
|    | Italia (bandiera) | P     | Emilio Tuccella     |
|    | Italia (bandiera) | C     | Domenico Villa      |

## Risultati

### Campionato

#### Girone di andata
| 11 settembre 1977 1ª giornata | Riccione | 0 – 1 | Giulianova |  |

| 18 settembre 1977 2ª giornata | Giulianova | 0 – 1 | Spezia |  |

| 25 settembre 1977 3ª giornata | Pisa | 1 – 0 | Giulianova |  |

| 2 ottobre 1977 4ª giornata | Giulianova | 0 – 0 | Chieti |  |

| 9 ottobre 1977 5ª giornata | Teramo | 2 – 2 | Giulianova |  |

| 16 ottobre 1977 6ª giornata | Giulianova | 0 – 1 | Lucchese |  |

| 23 ottobre 1977 7ª giornata | Siena | 0 – 0 | Giulianova |  |

| 30 ottobre 1977 8ª giornata | Giulianova | 2 – 0 | Forlì |  |

| 6 novembre 1977 9ª giornata | Arezzo | 2 – 1 | Giulianova |  |

| 13 novembre 1977 10ª giornata | Giulianova | 1 – 2 | Reggiana |  |

| 20 novembre 1977 11ª giornata | Livorno | 2 – 2 | Giulianova |  |

| 27 novembre 1977 12ª giornata | Fano | 2 – 0 | Giulianova |  |

| 4 dicembre 1977 13ª giornata | Giulianova | 0 – 0 | Grosseto |  |

| 11 dicembre 1977 14ª giornata | Olbia | 1 – 1 | Giulianova |  |

| 18 dicembre 1977 15ª giornata | Giulianova | 1 – 2 | Empoli |  |

| 31 dicembre 1977 16ª giornata | Giulianova | 1 – 0 | SPAL |  |

| 8 gennaio 1978 17ª giornata | Prato | 3 – 0 | Giulianova |  |

| 15 gennaio 1978 18ª giornata | Giulianova | 1 – 1 | Parma |  |

| 22 gennaio 1978 19ª giornata | Massese | 2 – 1 | Giulianova |  |

#### Girone di ritorno
| 29 gennaio 1978 20ª giornata | Giulianova | 1 – 0 | Riccione |  |

| 5 febbraio 1978 21ª giornata | Spezia | 1 – 1 | Giulianova |  |

| 12 febbraio 1978 22ª giornata | Giulianova | 0 – 0 | Pisa |  |

| 19 febbraio 1978 23ª giornata | Chieti | 3 – 0 | Giulianova |  |

| 26 febbraio 1978 24ª giornata | Giulianova | 0 – 1 | Teramo |  |

| 5 marzo 1978 25ª giornata | Lucchese | 0 – 0 | Giulianova |  |

| 12 marzo 1978 26ª giornata | Giulianova | 0 – 0 | Siena |  |

| 19 marzo 1978 27ª giornata | Forlì | 4 – 1 | Giulianova |  |

| 2 aprile 1978 28ª giornata | Giulianova | 0 – 0 | Arezzo |  |

| 9 aprile 1978 29ª giornata | Reggiana | 1 – 1 | Giulianova |  |

| 16 aprile 1978 30ª giornata | Giulianova | 2 – 1 | Livorno |  |

| 23 aprile 1978 31ª giornata | Giulianova | 1 – 2 | Fano |  |

| 30 aprile 1978 32ª giornata | Grosseto | 0 – 1 | Giulianova |  |

| 7 maggio 1978 33ª giornata | Giulianova | 3 – 1 | Olbia |  |

| 14 maggio 1978 34ª giornata | Empoli | 1 – 2 | Giulianova |  |

| 21 maggio 1978 35ª giornata | SPAL | 1 – 1 | Giulianova |  |

| 28 maggio 1978 36ª giornata | Giulianova | 1 – 0 | Prato |  |

| 4 giugno 1978 37ª giornata | Parma | 3 – 1 | Giulianova |  |

| 11 giugno 1978 38ª giornata | Giulianova | 3 – 4 | Massese |  |

### Coppa Italia Semiprofessionisti

#### Fase eliminatoria a gironi
| 24 agosto 1977 2ª giornata - Girone 20 | Chieti | 1 – 1 | Giulianova |  |

| 28 agosto 1977 3ª giornata - Girone 20 | Teramo | 1 – 0 | Giulianova |  |

| 4 settembre 1977 5ª giornata - Girone 20 | Giulianova | 1 – 0 | Teramo |  |

| 7 settembre 1977 6ª giornata - Girone 20 | Giulianova | 6 – 1 | Chieti |  |

#### Sedicesimi di finale
| 26 ottobre 1977 Andata | Giulianova | 7 – 1 | Civitanovese |  |

| 16 novembre 1977 Ritorno | Civitanovese | 2 – 0 | Giulianova |  |

#### Ottavi di finale
| 8 febbraio 1978 Andata | Giulianova | 1 – 0 | Siena |  |

| 8 marzo 1978 Ritorno | Siena | 1 – 0 (4-5 dcr) | Giulianova |  |

#### Quarti di finale
| 5 aprile 1978 Andata | Juve Stabia | 1 – 1 | Giulianova |  |

| 19 aprile 1978 Ritorno | Giulianova | 4 – 0 | Juve Stabia |  |

#### Semifinali
| 17 maggio 1978 Andata | Giulianova | 1 – 1 | Reggina |  |

| 31 maggio 1978 Ritorno | Reggina | 1 – 0 | Giulianova |  |